# Félicien de Saulcy
Louis Félicien Joseph Caignart de Saulcy, noto anche come Félicien de Saulcy o Félix de Saulcy (Lilla, 19 marzo 1807 – Parigi, 4 novembre 1880), è stato un archeologo e numismatico francese.
È stato conservatore di museo e senatore durante il Secondo impero; è considerato come uno dei fondatori dell'archeologia biblica.

## Biografia
Ha fatto i suoi studi alla École polytechnique e alla École d'application de l'artillerie et du génie di Metz, dove in seguito divenne professore di meccanica. Si fa notare per le sue ricerche in numismatica, e viene eletto membro della Académie des inscriptions et belles-lettres nel 1842. Trasferitosi a Parigi è nominato conservatore del Musée de l'artillerie. Nel 1845 e nel 1850, viaggia nei paesi del Mediterraneo, in Turchia e in Egitto, poi in Palestina e in Siria, dove conduce degli scavi archeologici. Si lega a Luigi Napoleone, che lo nomina senatore nel 1859. Diventa presidente della commissione della Carte des Gaules nel 1862. Dopo un nuovo viaggio in Palestina nel 1863, si auto-esilia in Inghilterra con la famiglia imperiale nel 1870. Di ritorno in Francia, prosegue i suoi lavori fino alla morte, all'età di 73 anni.

## Opere
- Essai de classification des suites monétaires byzantines, 2 vol., 1835
- Relation du siège de Metz, en 1444, par Charles VII et René d'Anjou, 1835
- Recherches sur les monnaies de la cité de Metz, 1836
- Essai de classification des monnaies autonomes de l'Espagne, 1840
- Recherches sur les monnaies des ducs héréditaires de Lorraine, 1841
- Recherches sur les monnaies des comtes et ducs de Bar, pour faire suite aux Recherches sur les monnaies des ducs héréditaires de Lorraine, 1843 Testo in linea
- Numismatique des croisades, 1847
- Recherches analytiques sur les inscriptions cunéiformes du système médique, 1849
- Recherches sur la chronologie des empires de Ninive, de Babylone et d'Ecbatane, 1849
- Voyage autour de la Mer Morte et dans les terres bibliques, exécuté de décembre 1850 à avril 1851, 2 vol., 1853 Testo in linea 1 2
- Catalogue des collections dont se compose le Musée de l'artillerie, 1854
- La Syrie et la Palestine, examen critique de l'ouvrage de M. Van de Velde, 1855 Testo in linea
- Histoire de l'art judaïque, tirée des textes sacrés et profanes, 1858
- Dictionnaire des antiquités bibliques, traitant de l'archéologie sacrée, des monuments hébraïques de toutes les époques, 1859
- Les Campagnes de Jules César dans les Gaules, études d'archéologie militaire, 1862
- Voyage en Terre Sainte, 2 vol., 1865 Testo in linea 2
- Les Derniers jours de Jérusalem, 1866 Testo in linea
- Histoire d'Hérode, roi des Juifs, 1868 Testo in linea
- Étude chronologique des livres d'Esdras et de Néhémie, 1868
- Numismatique de la Terre Sainte, description des monnaies autonomes et impériales de la Palestine et de l'Arabie Pétrée, 1874
- Sept siècles de l'histoire judaïque, depuis la prise de Jérusalem par Nabuchodonosor jusqu'à la prise de Bettir par les Romains, 1874
- Histoire numismatique du règne de François Ier, roi de France, 1876
- Dictionnaire topographique abrégé de la Terre Sainte, 1877
- Éléments de l'histoire des ateliers monétaires du royaume de France depuis Philippe-Auguste jusqu'à François Ier inclusivement, 1877
- Histoire numismatique de Henri V et Henri VI, rois d'Angleterre pendant qu'ils ont régné en France, 1878 Testo in linea
- Recueil de documents relatifs à l'histoire des monnaies frappées par les rois de France, depuis Philippe II jusqu'à François Ier, 4 vol., 1879-1892 Testo in linea 1 2 3 4
- Histoire des Machabées ou princes de la dynastie asmonéenne, 1880 Testo in linea
- Histoire monétaire de Jean le Bon, roi de France, 1880